# Hans Erik Ramberg
Hans Erik Ramberg (født 8. august 1976 i Fredrikstad, Norge) er en norsk tidligere fodboldspiller (midtbane).
Ramberg spillede hele 11 sæsoner af sin karriere hos Fredrikstad FK i sin fødeby, og var med til at vinde den norske pokalturnering med klubben i 2006. Her scorede han det første mål i finalesejren på 3-0 over Sandefjord. Han havde også et fem år langt ophold hos Moss FK og var desuden som ganske ung tilknyttet hollandske AFC Ajax.

## Titler
Norsk Pokal
- 2006 med Fredrikstad